# 金宗瑞
金宗瑞（김종서，1383年—1453年11月10日），字國卿(국경)，號節齋(절제)，諡號忠翼(충익)，本貫順天金氏，是朝鮮王朝時代的武臣，歷世宗、文宗、端宗三朝。曾经奉命和郑麟趾一同编修《高丽史》。

## 生平
金宗瑞即是一位武臣，也是文人出身，十六歲時(太宗乙酉年)文科及第 。1433年（世宗15年）赴任咸鏡道觀察使（國朝人物志作都總制使 ，開拓北部邊疆六鎮，當時“朝議不一” ，金宗瑞“力主其事”，幸得世宗讚同，得以成事。當時朝鮮邊境經常受到女真族兀狄哈的騷擾。金宗瑞击败女真部落，佔據朝鲜半岛东北部女真人的故地。在朝鮮初期有金宗瑞防守邊疆六鎮，並有崔閏德鎮守四郡，使朝鮮邊界到今日在鴨綠江及图们江的邊界。文宗朝為右議政，壬申年受顧命輔幼主。
端宗元年十月，癸酉靖難發生，金宗瑞被控以謀反，眾武士到金宗瑞的家，林芸即時把金宗瑞椎擊倒地。金宗瑞的兒子金承珪在朝為官，當時撲在父親身上，立即被楊汀拔劍斬殺。至第二日，金宗瑞甦醒，前往敦義門向門衛求救，但不被理會。其匿藏在妻子娘家的另一個兒子金承璧是當年文科及第，獲直長官職，亦被斬殺。庶子金石臺、金木臺、承珪子金祖同、金壽同皆被害。
英祖戊寅年（1758年）時獲賜諡號忠翼；純祖壬申年（1812年）與子金承珪俱設壇享於端宗的陵寢莊陵之側。

## 诗歌
|  | 朔风吹树梢，寒月照雪梅。手执长宝剑，屹立在万里边寨。一声呼啸脱口出，何物敢当我气概？———金宗瑞时调《朔风》译诗:180 |

|  | 白头山上插旌旗，图们江边洗战马。腐儒之辈！吾辈同为大丈夫，且看何人凌烟阁上肖像挂？——金宗瑞时调《白头山》译诗:180-181 |

## 家族
- 父：金錘
- 母：星州裵氏
- 兄弟：
  - 金宗漢
  - 金宗興

- 妻：坡平尹氏
- 子：
  - 金承珪[3]
  - 金承璧[3]
  - 金承琉
  - 金目臺
  - 金石臺

## 相關影視作品及飾演者
- 電視劇
  - 《설중매》，MBC，1984年—1985年，演員：田雲（朝鲜语：전운）
  - 《破天舞（朝鲜语：파천무）》，KBS，1990年，演員：李順載
  - 《韓明澮（朝鲜语：한명회 (드라마)）》，KBS，1994年，演員：林東眞（朝鲜语：임동진）
  - 《王與妃》，KBS，1998年—2000年，演員：趙卿煥
  - 《死六臣（朝鲜语：사육신 (드라마)）》，KBS，2007年，演員：김수일
  - 《大王世宗》，KBS，2008年，演員：李秉旭（朝鲜语：이병욱 (배우)）
  - 《公主的男人》，KBS，2011年，演員：李順載
  - 《樹大根深》，SBS，2011年，演員：崔日和
  - 《仁粹大妃》，JTBC，2011年—2012年，演員：韩仁守（朝鲜语：한인수 (배우)）
- 電影
  - 《觀相》，2013年，演員：白潤植